# Aspergillus microcephalus
Aspergillus microcephalus är en svampart som beskrevs av Mosseray 1934. Aspergillus microcephalus ingår i släktet Aspergillus och familjen Trichocomaceae.   Inga underarter finns listade i Catalogue of Life.